# Lajosvárosi templom (Eger)
A lajosvárosi templom 1937-ben épült, védőszentje: Szent Lajos.

## Története
Hevesi Sándor egri mérnök tervei alapján, Gömöri Wágner József építészmérnök kivitelezésében 1937 áprilisában kezdődött építése. 1937 augusztusára már elkészült a tornya, melyet Subik Károly pápai prelátus, érseki irodaigazgató áldott meg. 1937. november 1-jén Kriston Endre egri segédpüspök szentelte fel. Egyhajós, neobarokk stílusú. Szent Lajos szobra a torony homlokzatában lett elhelyezve. Főoltárképe: Szent Lajos keresztes zászlóval, Takács István alkotása. Orgonája 1938-ban készült Pécsen, Angster József és fia orgonagyárában.